# Казануова ди Пјетрафита (Сијена)
Казануова ди Пјетрафита је насеље у Италији у округу Сијена, региону Тоскана.
Према процени из 2011. у насељу је живело 22 становника. Насеље се налази на надморској висини од 545 м.